# William Nolan (Bischof)

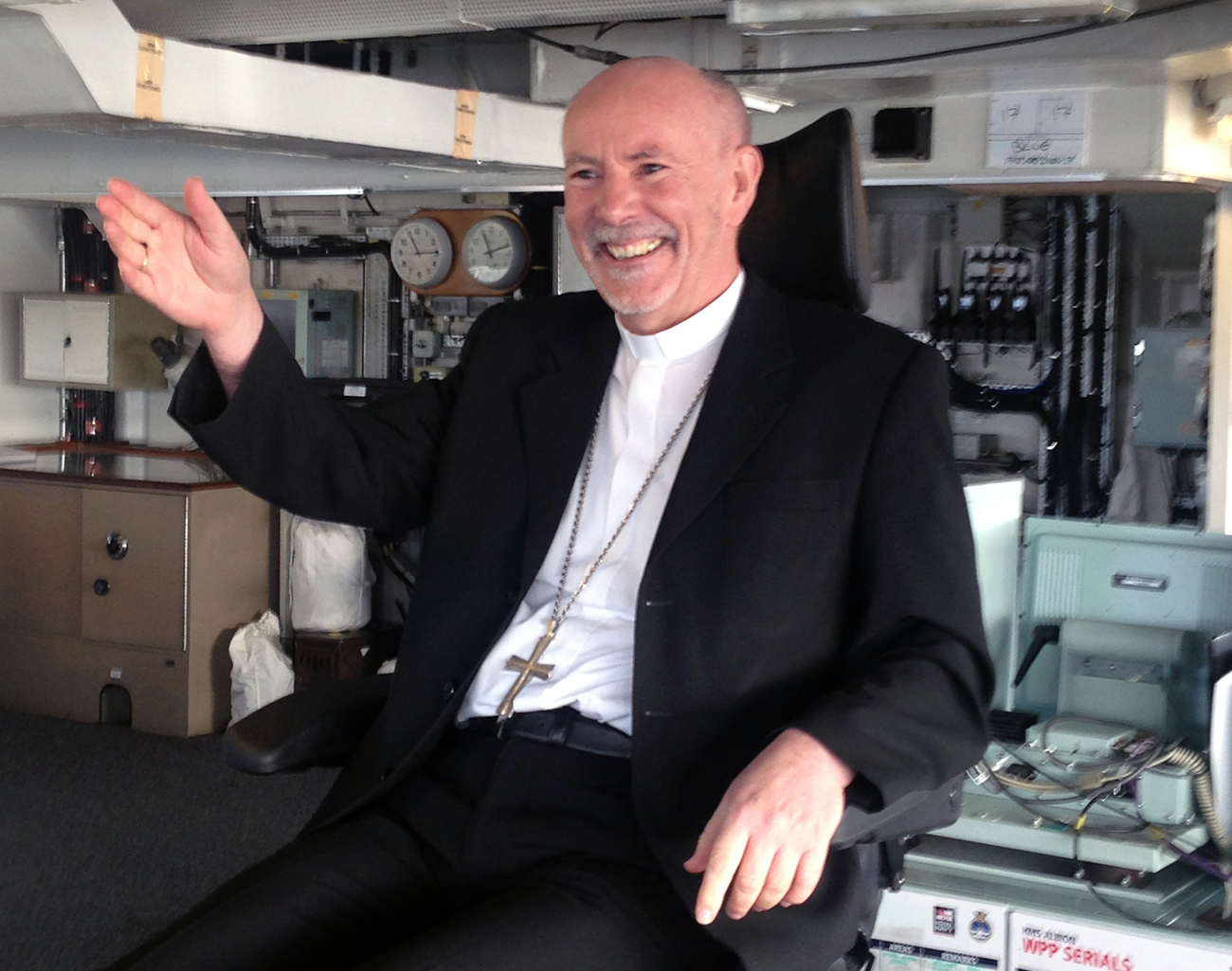
William Nolan

Wappen von William Nolan

William Nolan (* 26. Januar 1954 in Motherwell) ist ein schottischer Geistlicher und römisch-katholischer Erzbischof von Glasgow.

## Leben
William Nolan besuchte das Knabenseminar in Langbank und schloss die Oberschule am Blairs College bei Aberdeen ab. Von 1971 bis 1978 studierte er als Seminarist des Päpstlichen Schottischen Kollegs in Rom Philosophie und Theologie. Am 30. Juni 1977 empfing er das Sakrament der Priesterweihe für das Bistum Motherwell. Seine Studien beendete er an der Päpstlichen Universität Gregoriana mit einem Abschluss in Moraltheologie.
Neben verschiedenen Aufgaben in der Pfarrseelsorge war er von 1988 bis 1991 Vizerektor des Päpstlichen Schottischen Kollegs in Rom. Ab 1994 war er Pfarrer einer der größten Pfarreien des Bistums in East Kilbride sowie Richter am nationalen Kirchengericht. Außerdem war er in dieser Zeit Dekan und Verantwortlicher der Diözese für die Priesterfortbildung. Er gehörte dem Priesterrat an und war zeitweise dessen stellvertretender Vorsitzender. Bis zu seiner Ernennung zum Bischof war er Generalvikar des Bistums Motherwell.
Papst Franziskus ernannte ihn am 22. November 2014 zum Bischof von Galloway. Die Bischofsweihe spendete ihm der Erzbischof von Saint Andrews und Edinburgh, Leo Cushley, am 14. Februar des folgenden Jahres. Mitkonsekratoren waren der Altbischof von Galloway, Maurice Taylor, und der Apostolische Nuntius in Großbritannien, Erzbischof Antonio Mennini.
Am 4. Februar 2022 bestellte ihn Papst Franziskus zum Erzbischof von Glasgow. Die Amtseinführung erfolgte am 26. Februar desselben Jahres.